# Katastermappe

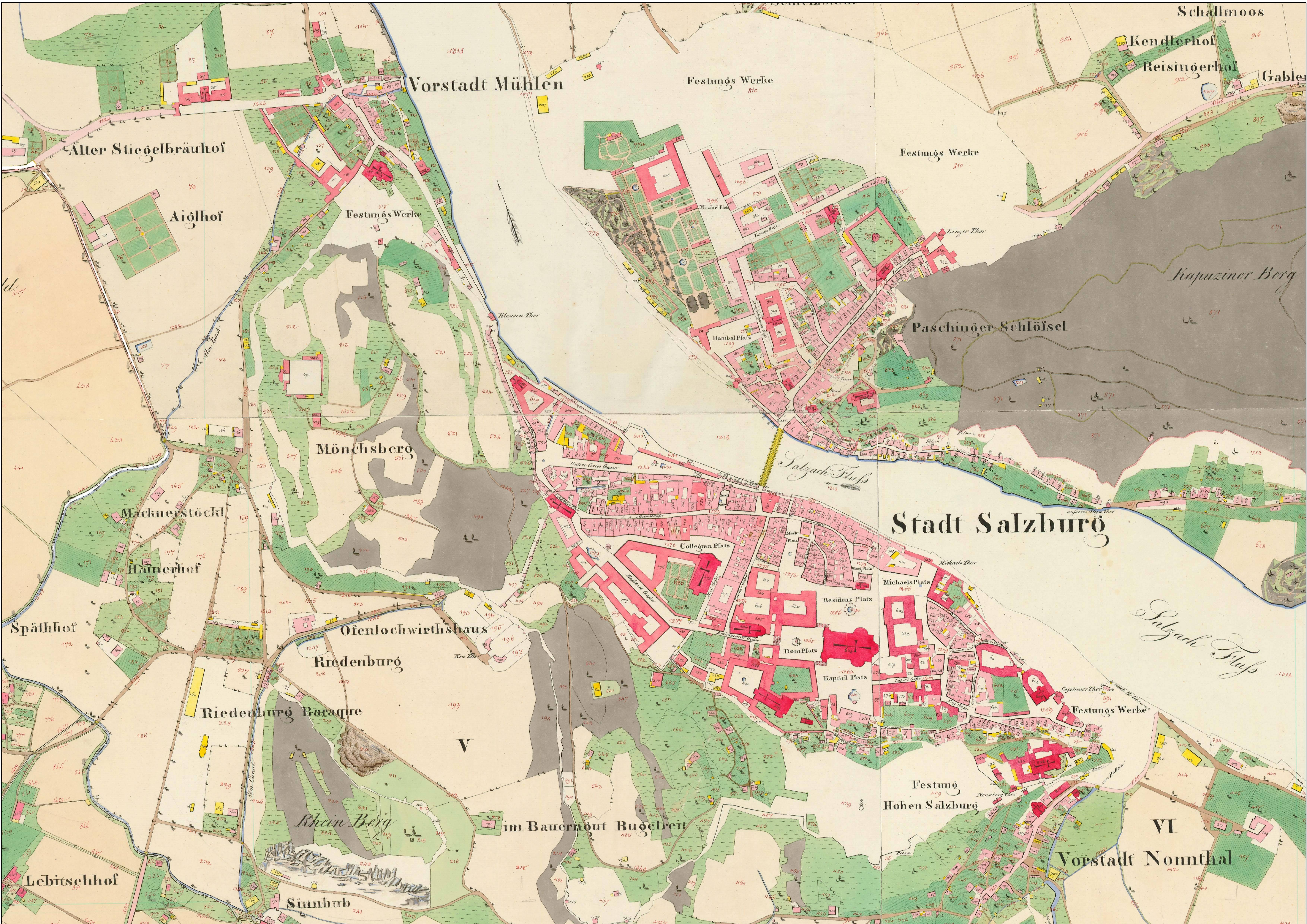
Urmappe des Franziszeischen Katasters für die Stadt Salzburg

Der Katasterplan, auch als Katastermappe bezeichnet (Erläuterungen dazu weiter unten), ist die grafische, genau maßstäbliche Darstellung der Grundstücke des Katasters.
Im Kataster (Liegenschaftskataster) werden alle Grundstücke nach ihrer Lage, Nutzungsart, Größe usw. verzeichnet und dargestellt. Es (er) wird vom jeweils zuständigen Kataster- bzw. Vermessungsamt geführt und ist Basis des Grundbuches.

## Funktion
Für die Öffentlichkeit ist das Kartenwerk der Katasterpläne eigentlich wichtiger als der Hauptteil des Katasters, die Katasterbücher (Beschreibung der Grundstücke nach Lage, Adresse, Nutzungsart, m², Gebäude, Eigentümer), denn aus der grafischen Darstellung, den Plänen (z. B. Maßstab 1:1000) 
- werden technische und Stadtpläne angefertigt,
- informieren sich Bürger über ihre oder fremde Grundstücke  bzw. deren Grundstücksnummern – auch wenn sie es im Grundbuch tun,
- holen sich andere Ämter die erste Information für Projekte,
- treten eventuelle Planungskonflikte als erstes ans Licht
- und vieles andere.

Erst dann ist ein Blick in die Verzeichnisse fällig.

## Basis
Die Basis der Katasterpläne sind Grundstücksvermessungen. Sie werden nur vom Vermessungsamt oder ÖbVI vorgenommen und sind z. B. erforderlich für:
- Übernahme (z. B. alter Pläne) in das Liegenschaftskataster
- Teilung von Grundstücken zur Bildung von Bau- oder neuen Grundstücken
- Einmessung von Gebäuden
- Grundstücksvereinigung
- Beurkundungen, Grenzbescheinigungen usw.

## Wortherkunft
Die Bezeichnung Katastermappe bzw. Mappierung stammt aus dem frühen 19. Jahrhundert (süddeutsch-österreichischer Raum). Die wegen ihrer Einmaligkeit und des Arbeitsaufwandes für ihre Erstellung kostbaren Feldrisse wurden sofort nach der Messung (Kartons am Messtisch) in Mappen gesichert und archiviert. Die Originale („Urmappe“) des Franziszeischen Katasters der österreichisch-ungarischen Monarchie befinden sich im Bundesamt für Eich- und Vermessungswesen in Wien und in den Archiven der Nachfolgestaaten der Monarchie.